# El Borge
El Borge – gmina w Hiszpanii, w prowincji Malaga, w Andaluzji, o powierzchni 24,39 km². W 2011 roku gmina liczyła 1026 mieszkańców.